# Wassili Andrejewitsch Chmetewski
Wassili Andrejewitsch Chmetewski (auch Chmitewski) (russisch Василий Андреевич Хметевский (Хмитевский); * 1698 im Dorf Ostafjewo bei Susdal; † nach 1777) war ein russischer Marine-Offizier, Forschungsreisender und Kartograf.

## Leben
Chnetewski, Sohn des adligen Grundherrn Andrei Iwanowitsch Chmetewski, begann im Januar 1721 das Studium an der Moskauer Marineschule für Mathematische und Navigationswissenschaften, musste es aber bald wegen einer Erkrankung unterbrechen. Nach seiner Genesung wurde er im Oktober 1723 zusammen mit allen Studenten der Moskauer Marineschule nach St. Petersburg in die Akademie der Marinegarde geschickt, wo er innerhalb eines Jahres die Geometrie wiederholen und die Trigonometrie studieren musste. Für seinen Unterhalt übernahm er verschiedene Arbeiten.
Chmetewski wurde im April 1733 zum Untersteuermann befördert. Er diente auf Schiffen der Baltischen Flotte und führte Sonderaufträge in der Admiralität und in Häfen aus.
Auf seine Bitte kam Chmetewski 1734 in das Bering-Tschirikow-Kommando der Zweiten Kamtschatkaexpedition und wurde Adjutant des Expeditionsleiters Vitus Bering. Im Januar 1738 wurde Chmetewski zum Steuermann befördert.
Im Oktober 1739 fuhren Chmetewski und Iwan Jelagin auf Befehl Berings mit dem Handelsschiff St. Gabriel von Ochotsk nach Bolscherezk (jetzt Ust-Bolscherezk) an der Bolschaja-Mündung an der Südwest-Küste Kamtschatkas, um die Küste der Halbinsel zu dokumentieren und einen Ort als Basis für die beabsichtigten Expeditionsfahrten an die Nordwest-Küste Nordamerikas zu bestimmen. Chmetewski begab sich zum Ostrog Nischnekamtschatsk am Unterlauf des Flusses Kamtschatka und untersuchte 1740 die Eignung von dessen Mündung für die Anlage eines Hafens. Wegen der ungenügenden Wassertiefe hielt er diesen Ort für einen Hafen für ungeeignet. Daraufhin wurde entschieden, dass die Basis für die weiteren Fahrten in der von Jelagin untersuchten Awatscha-Bucht errichtet werden sollte. Zusammen mit Jelagin begann er dort mit dem Bau einer russischen Siedlung, die die Stadt Petropawlowsk-Kamtschatski werden sollte. Im Dezember 1741 wurde Chmetewski zum Mitschman befördert.
1742 gehörte Chmetewski zum Süd-Kommando der Zweiten Kamtschatkaexpedition, das unter dem Kommando Martin Spangbergs zu den japanischen Inseln fuhr und Hokkaidō erforschte.
In den Jahren 1743 und 1744 führte Chmetewski auf der Sloop Bolscherezk mit dem Assistenten Andrei Schaganow die erste Vermessung nach Augenmaß der Nordküste des Ochotskischen Meers von Ochotsk bis zur Mündung der Wiliga im Gischigabusen. Dann dokumentierte er die Küste vom Fluss Kachtana bis Bolscherezk. Er erstellte die ersten Karten dieser Gebiete, die die Seefahrer während des ganzen 18. Jahrhunderts benutzten. Mangelnder Proviant und starke Winde zwangen Chmetewski, die Dokumentation abzubrechen. Nach Auflösung der Zweiten Kamtschatkaexpedition diente er ab September 1743 in Tobolsk und Tomsk.
Im September 1751 wurde Chmetewski zum Leutnant befördert. Ab März 1752 war er als Leiter des Marine-Teils des Ochotsker Hafens verantwortlich für die havariefreie Schifffahrt und den stetigen Warentransport nach Kamtschatka. Auch beschäftigte er sich mit hydrographischen Untersuchungen. Als er 1753 als Kommandant des Paketschiffs St. Johannes der Täufer von Ochotsk zur Ostküste Kamtschatkas fuhr, erlitt er Schiffbruch bei einer der Kurilen. Beim Untergang des Schiffs ertranken fünf Besatzungsmitglieder, und die gesamte Ladung einschließlich 10.000 Silbermünzen war verloren. Bis 1761 wurde gegen ihn ermittelt, aber er blieb im Dienst.
Als der Gouverneur Sibiriens, Wassili Mjatlew, Anfang 1755 Ochotsk besuchte, wies er Chmetewski an, zehn der Schüler der Ochotsker Schule zu Steuermännern auszubilden. Nach Beschaffung von Lehrbüchern und Inventar wurde im zweiten Halbjahr 1756 die Volksschule in die Ochotsker Navigationsschule umgewandelt.
Auf Einladung des Hydrographen Fjodor Soimonow nahm Chmetewski 1755–1756 an der Nertschinsk-Expedition zur Untersuchung des Amur und des nördlichen Teils des Pazifiks teil. Im März 1756 wurde er zum Kapitänleutnant und im Februar 1758 zum Kapitän 3. Ranges befördert.
In den Jahren 1761 und 1762 fuhr Chmetewski mit seinem Steuermann-Assistenten Iwan Andrejewitsch Balakirew auf der Brigantine St. Elisabeth wieder die Nordküste des Ochotskischen Meers ab, um die Dokumentation zu vervollständigen. Er erstellte die ersten zuverlässigen Karten des Gischigabusens und des Penschinabusens. Auch fertigte er Pläne der Ostrogs Bolscherezk, Werchne- und Nischnekamtschatsk und der Festung Tigil an.
Ab Juni 1762 wurde Chmetewski nicht mehr in den Flottenlisten aufgeführt. Bis 1771 diente er im Ochotsker Hafenkontor. Darauf wurde er zum Chefkommandanten Kamtschatkas ernannt. Er verwaltete die Region von Ochotsk aus. Er war an der Untersuchung des Bolscherezker Aufstands 1771 des Verbannten Moritz Benjowski beteiligt. 1773 übergab er die Amtsgeschäfte an Timofei Schmalew und begab sich nach Irkutsk, um seinen Ruhestand zu beantragen. Im Januar 1777 wurde er als Kapitän 2. Ranges aus dem Dienst entlassen, worauf er bald starb.
Nach Chmetewski ist eine Halbinsel im Norden des Ochotskischen Meers im Südwesten Magadans benannt.